# Халльштатт
Халльштатт (нем. Hallstatt, бав. Hoistod) — ярмарочная община (нем. Marktgemeinde) в Австрии, в федеральной земле Верхняя Австрия.
Входит в состав округа Гмунден. Население составляет 923 человека (на 31 декабря 2005 года). Занимает площадь 60 км². Официальный код — 40709.
Центр гальштатской культуры, памятник Всемирного наследия ЮНЕСКО. Расположен в труднодоступной альпийской местности на Халльштаттском озере.

## История
Название региона, в котором расположен город, — Зальцкаммергут — от немецкого слова Salz (соль). Добыча соли поспособствовала процветанию города и благосостоянию его населения. Гальштатская соляная порода – очень чистая. Местная соль экспортируется по всему миру в медицинских и пищевых целях.
Соляные копи Халльштатта — древнейшие в Европе, разрабатываются уже три тысячи лет. Древнейшие соляные шахты относятся к позднебронзовому веку, хотя большинство из них относится к железному. Соль в шахтах хорошо сохранила трупы, одежду и все виды инструментов.
В 1846 году директор местных соляных копей Георг Рамзауэр обнаружил в окрестностях  Халльштатта первый обширный древний могильник. Затем он вёл раскопки на протяжении 17 лет и вскрыл почти 1000 из 2500 захоронений. Его находки свидетельствовали о существовании здесь в 700—500 годах до н.э. культуры людей, использовавших железо, которая была названа гальштатской культурой. Инвентарь гальштатских могил чрезвычайно богат и разнообразен, всего в них было добыто более 6 тысяч предметов (оружие, украшения, предметы утвари). Материальная культура могильника Гальштатт стала общеевропейским хронологическим стандартом железного века.

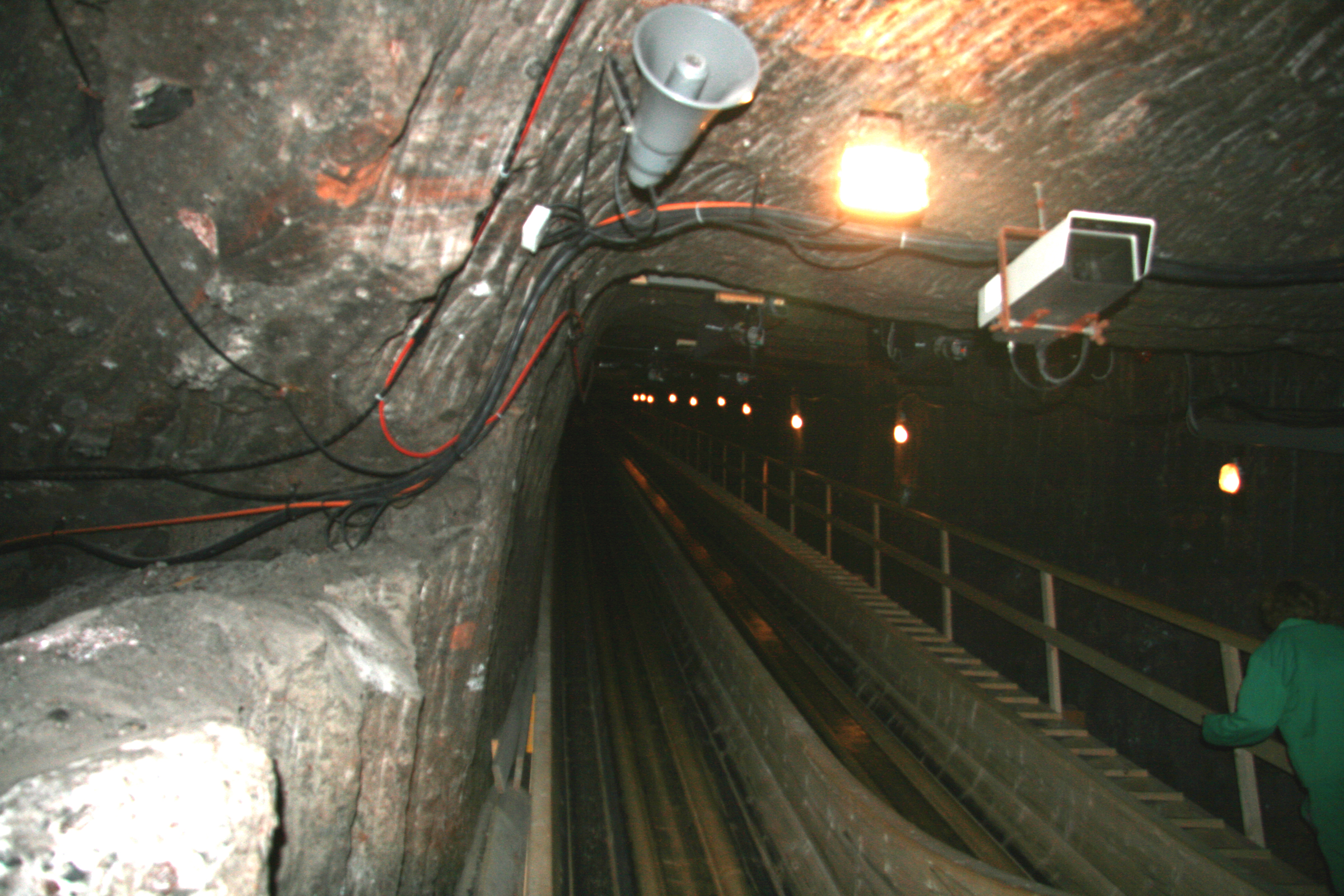
Соляная шахта в Гальштате

В 2003 году в одной из шахт была найдена деревянная лестница, которая пролежала в земле более 3000 лет. Из-за высокой концентрации соли в местной породе она сохранила свой первоначальный вид.
Сведения о посёлке появляются в письменных источниках с 1311 года. О средневековой истории Халльштатта данных почти не сохранилось в силу его удалённости от путей сообщения. C 1595 года растворённая соль по старейшему в мире трубопроводу доставляется в Эбензе, расположенный на расстоянии 40 км от Халльштатта.

## Традиции
Несмотря на почтенный возраст, развитие поселения сдерживается ограниченной территорией между озером и скалами. По этой причине в Халльштатте существует острый дефицит земли, в том числе кладбищенской. Ранее каждые десять лет кости покойников извлекались из земли, отбеливались, расписывались (на них наносили указание на имя, профессию и дату смерти покойника) и выставлялись на всеобщее обозрение в местной часовне. На освободившемся таким образом месте осуществлялись новые захоронения. С приходом процедуры кремации данная традиция уже не практикуется. Последний выставленный в часовне череп датируется 1981 годом и находится справа от креста; его можно узнать по золотому зубу. Однако если местный житель желает, чтобы его кости были выставлены в часовне, он может вписать это в своё завещание.

## Достопримечательности
Поднявшись на фуникулере, можно посетить древнейшие соляные шахты (Salzwelten Hallstatt), послушать об истории региона и увидеть настоящее подземное соляное озеро.
Живописная лютеранская церковь XIX века является настоящей визитной карточкой города. Ее утонченный шпиль можно увидеть на всех известных фотографиях города.
В Халльштате расположена старинная церковь Maria am Berg в древнем романском стиле. Внутри церкви находится шедевры мирового искусства местных мастеров — неописуемой красоты позднеготический алтарь со сценами из жизни Христа и Богоматери, Благовещения и изображениям Святой Екатерины и Святой Варвары; великолепный алтарь в неоготическом стиле с главной сценой распятия Христа; ценнейший позднеготический алтарь со сценами Распятия и жизни Спасителя.

## Китайская копия
В 2012 году в городе Лоян провинции Гуандун горнодобывающая и металлургическая корпорация Minmetals построила копию деревни. Строительство обошлось примерно в 700 — 940 млн долларов США. В 2013 году цены на недвижимость там составляли от 240 до 600 тысяч евро, дороже чем средневековые дома в оригинальном Халльштатте.

## Фотогалерея

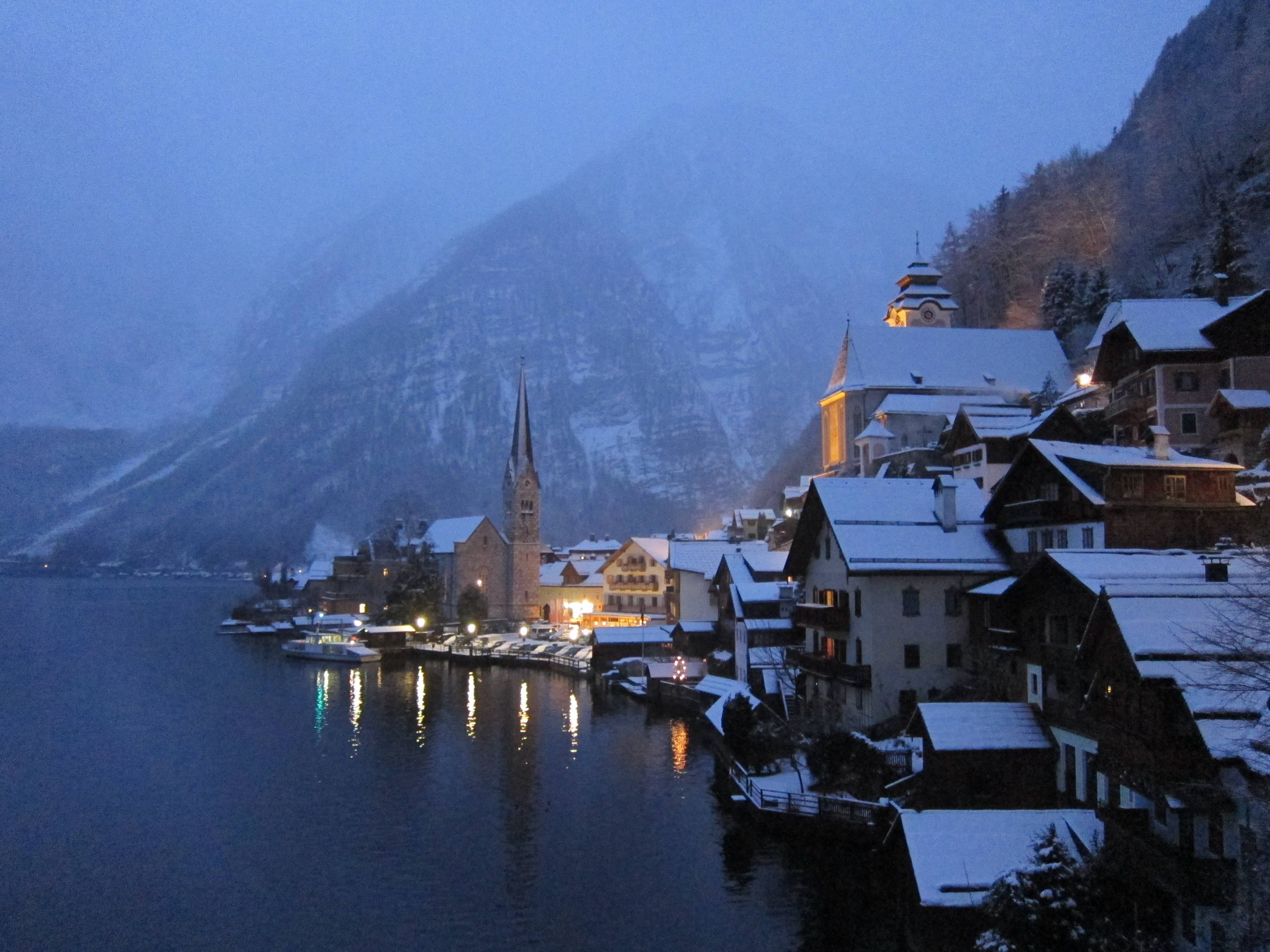
Вид с севера
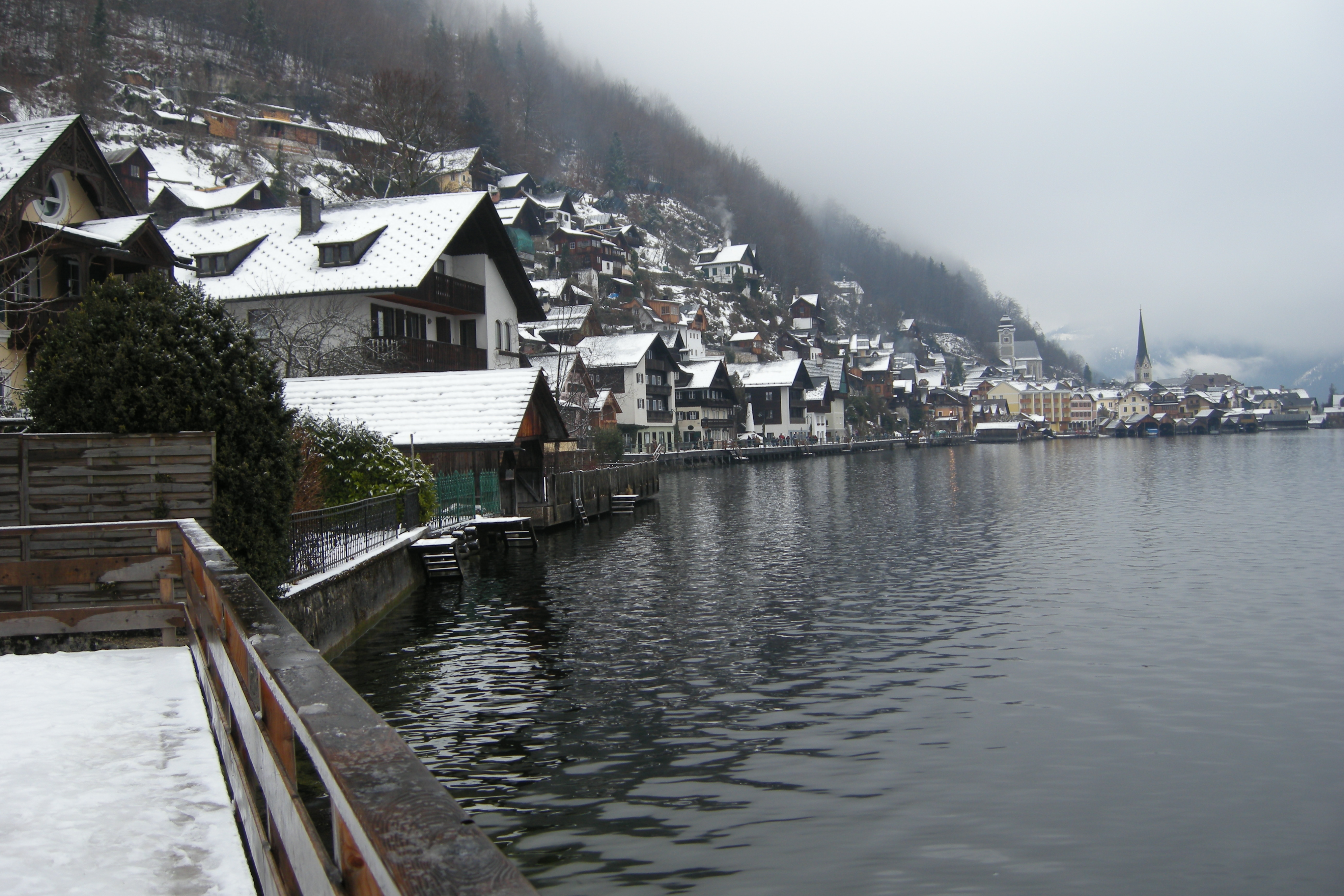
Вид с юга
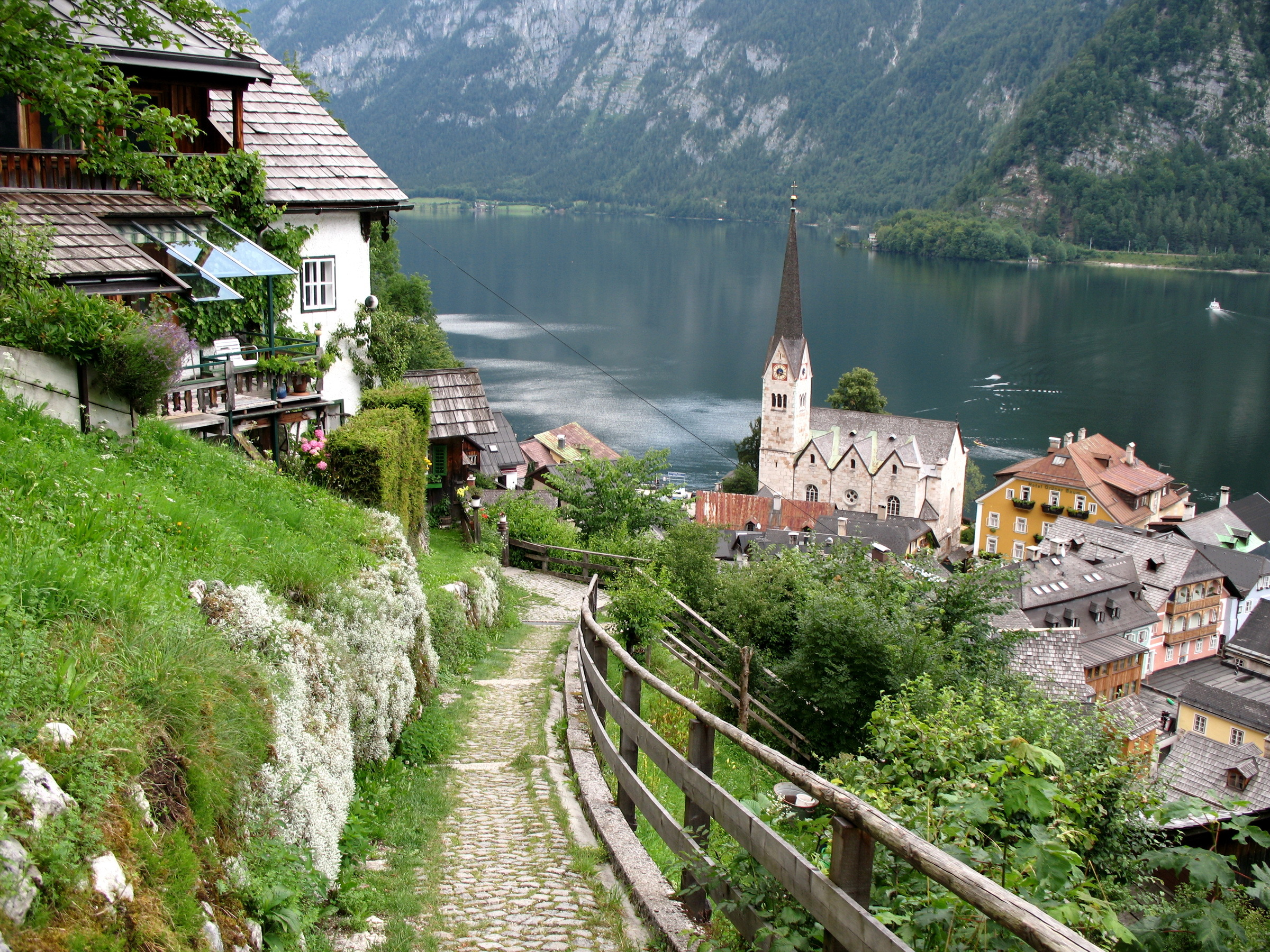
Тропинка на склоне общины
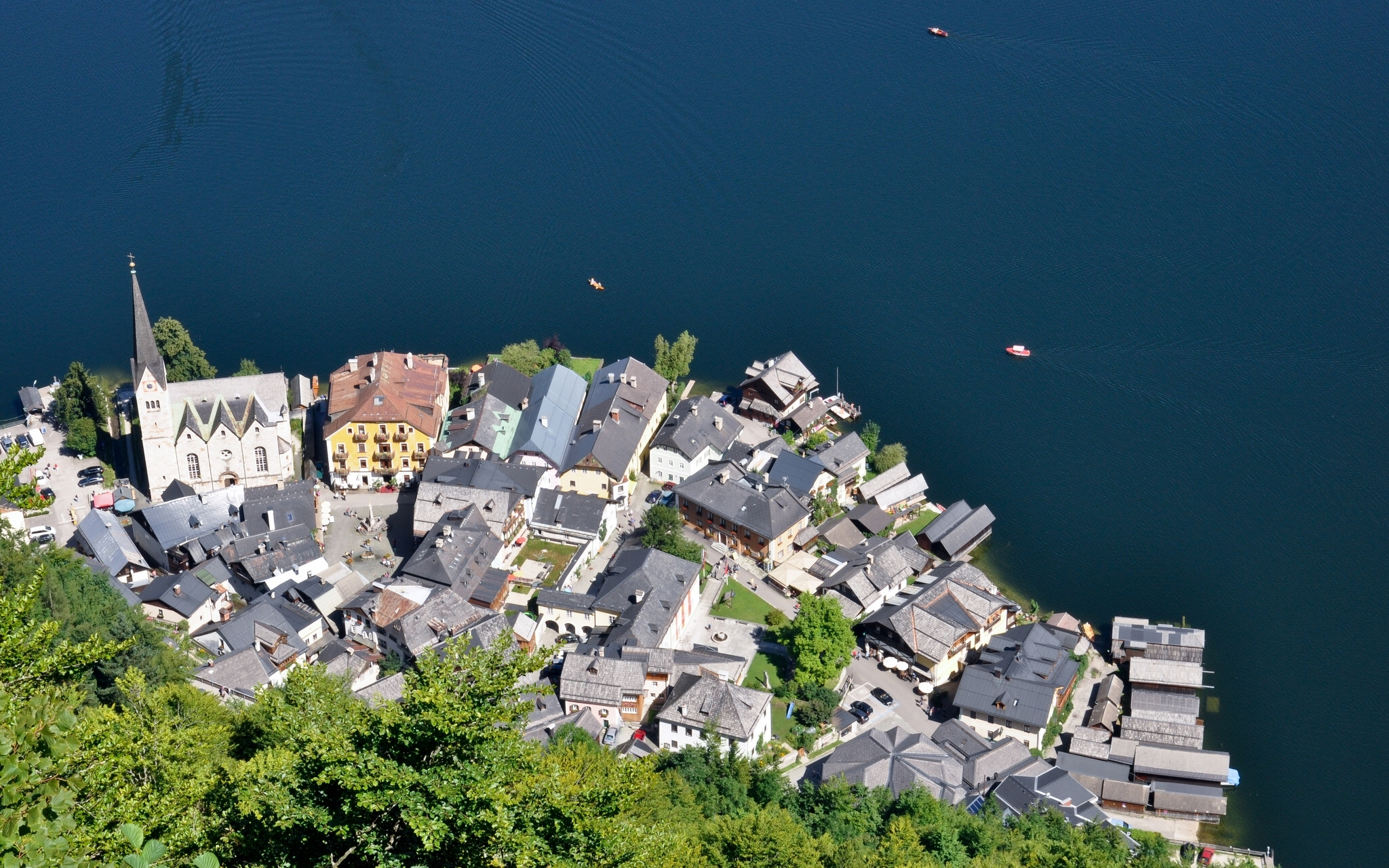
Вид на общину со склона
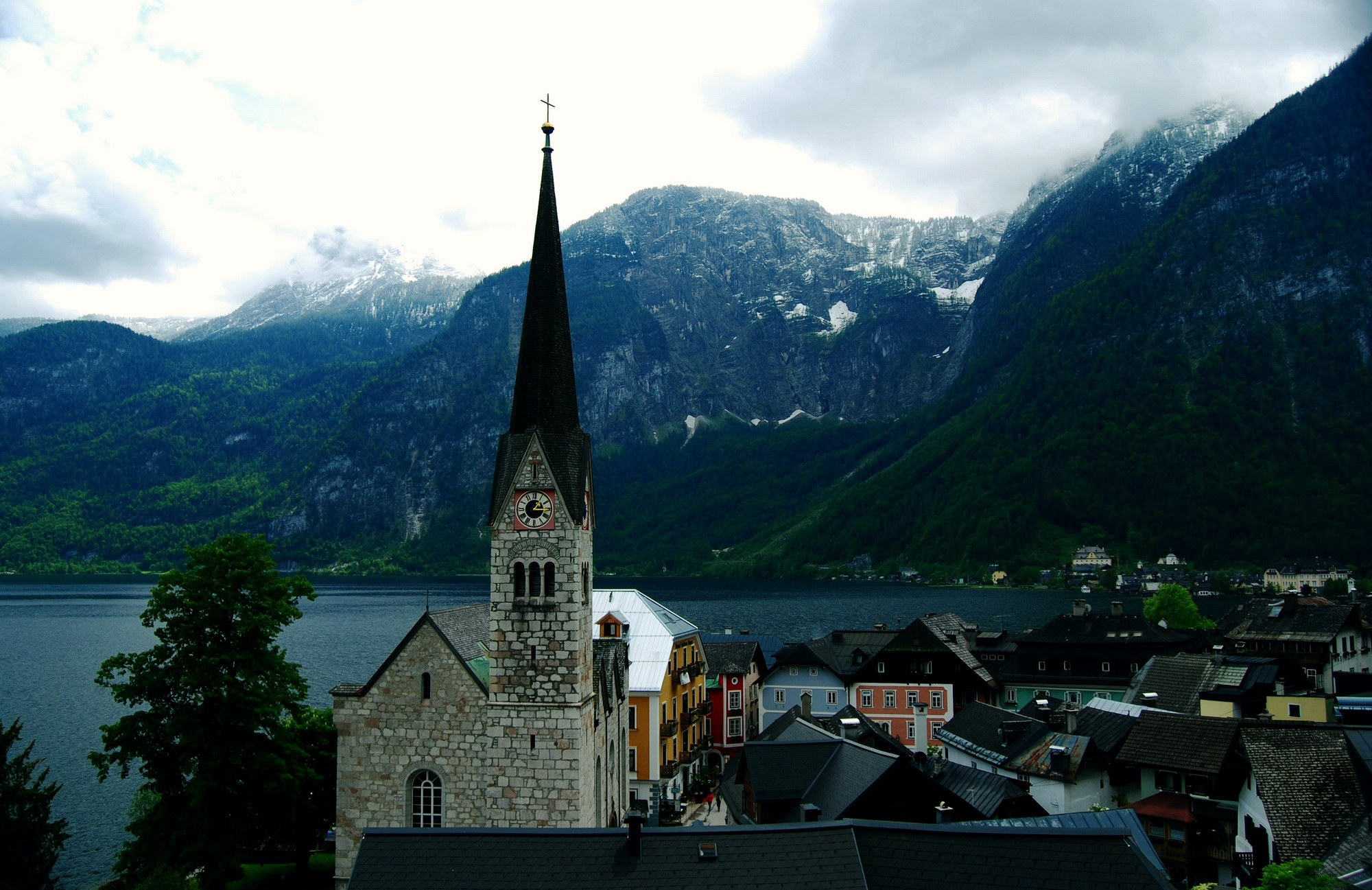
Гальштатт — вид с парка на горе